# Де Маттис, Паоло
Паоло де Маттис (итал. Paolo De Matteis; 9 февраля 1662, Пиано Ветрале, Салерно — 26 июля 1728, Неаполь) — итальянский живописец, один из самых видных представителей стиля барокко неаполитанской школы.

## Биография
Паоло де Матис родился в селении Пиано Ветрале, провинция Салерно, южная Италия. Переехав подростком в Неаполь, Паоло посвятил себя живописи, имея своим учителем сначала Франческо Ди Мариа, а затем знаменитого Луку Джордано, оказавшего на его творчество значительное влияние. В 1682 году Паоло был в Риме с Джованни Марией Моранди, который познакомил его с художниками Академии Святого Луки. В Риме он получил поддержку маркиза Эль Карпио Гаспара Мендеса де Аро-и-Гузмана, после чего в 1683 году вернулся в Неаполь, когда маркиз был назначен вице-королем Неаполя.
Де Матис был странствующим художником: с 1703 по 1705 год работал в Париже под покровительством Людовика XIV. Он также работал в Австрии, Испании, Англии и Франции. Между 1711 и 1713 годами он несколько раз побывал в Апулии, где писал картины для церквей в Бари, Андрии, Барлетте, Бишелье, Монополи, Латерце и, прежде всего, расписал фресками купол капеллоне (маленькой капеллы) собора Сан-Катальдо в Таранто.
По возвращении в Неаполь он писал фрески для неаполитанских церквей, в том числе свода капеллы Сант-Иньяцио, церкви Джезу-Нуово на одноимённой площади в Неаполе. Между 1723 и 1725 годами Де Маттис жил в Риме, где получал заказы от папы Иннокентия XIII.
Де Маттис женился на Розолене, дочери скульптора Микеле Перроне, и имел трёх дочерей, все они обучались живописи. Художник скончался в Неаполе в 1728 году и был похоронен в церкви Кончеционе-аль-Кьятамоне.
Среди его многочисленных учеников: Джузеппе Мастролео, братья Антонио, Дженнаро и Джованни Сарнелли, Доменико Гуарино, Франческо Перези, Микеланджело Буонокоре, Никола Де Филиппис, Винченцо Фато, Антонио Фумо, Джузеппе Скала и его дочь Марианджола Де Маттеис.

## Галерея

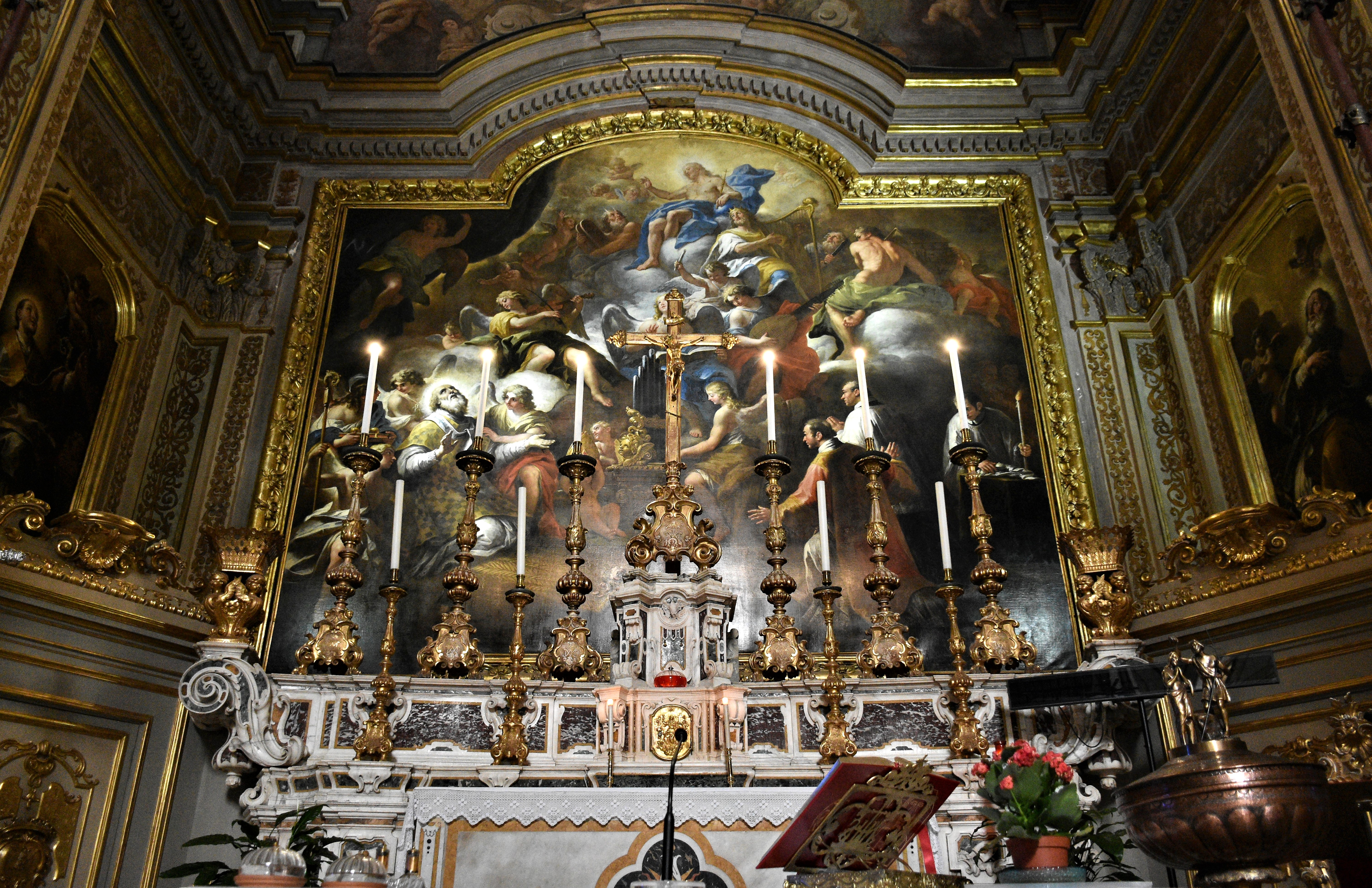
Смерть Святого Николая. 1707. Холст, масло. Главный алтарь церкви Сан-Никола-алла-Карита, Неаполь
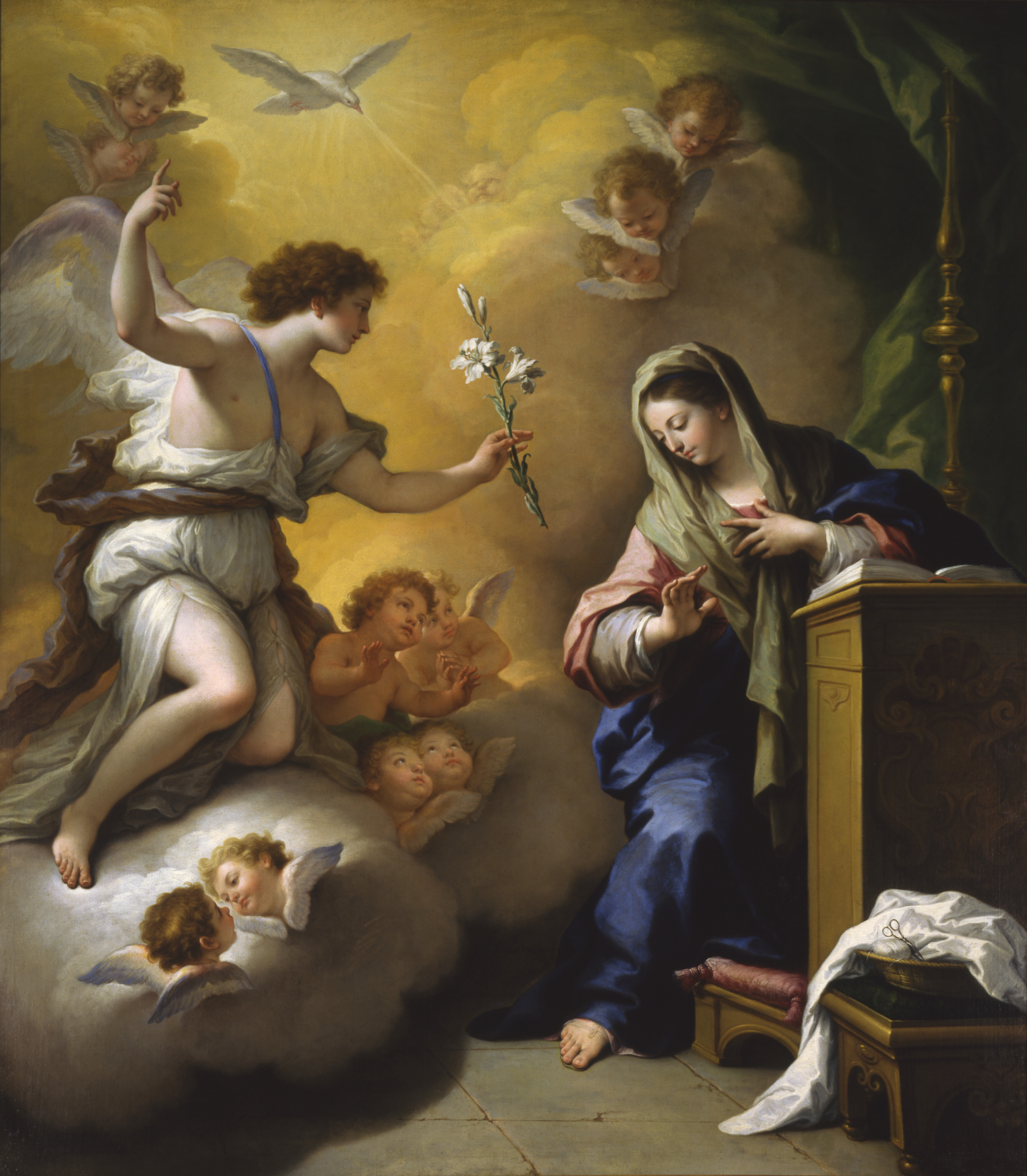
Благовещение. 1712. Холст, масло. Художественный музей, Сент-Луис, США
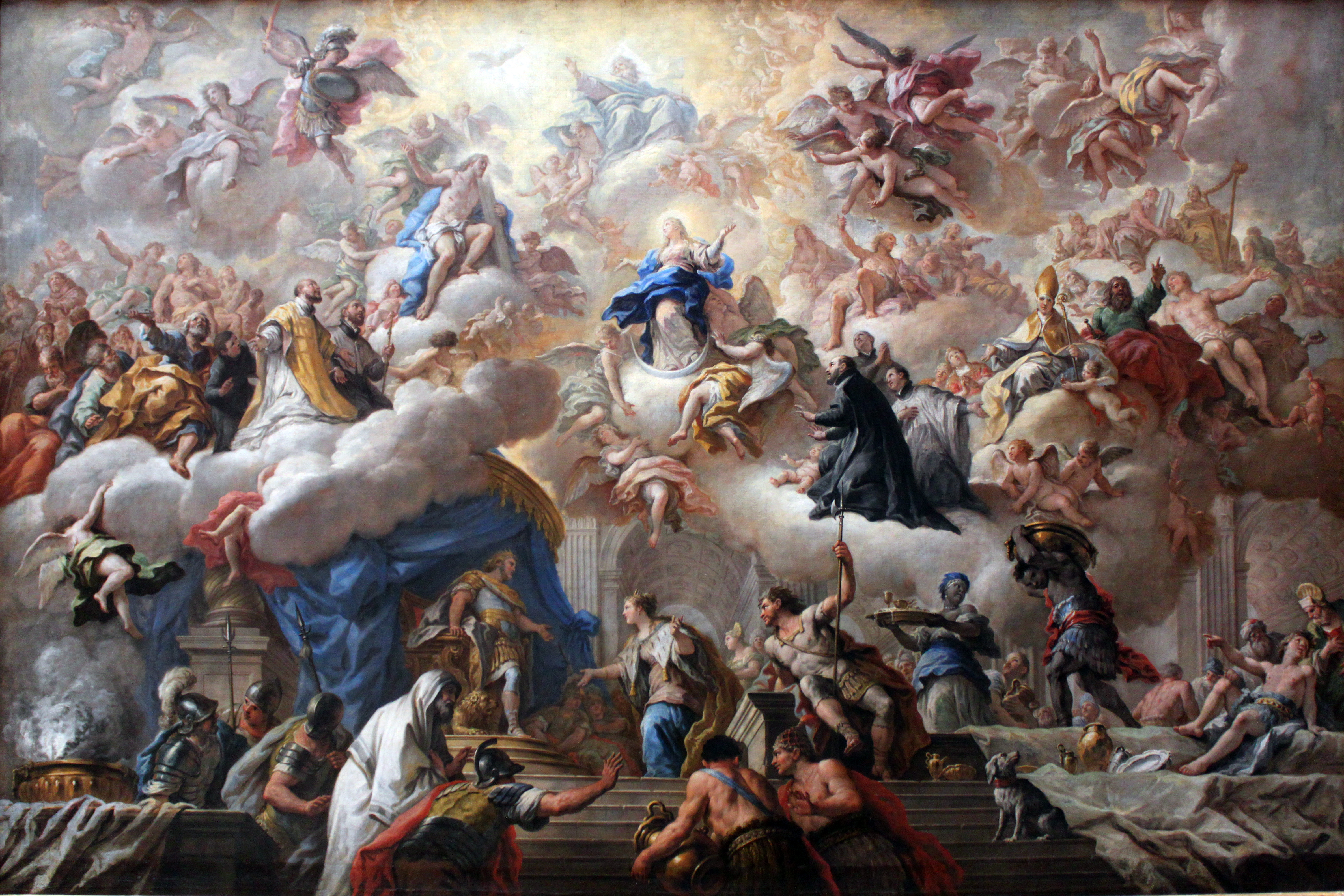
Слава Мадонны Иммакулаты (Триумф Непорочного зачатия). Между 1710 и 1715. Холст, масло. Берлинская картинная галерея
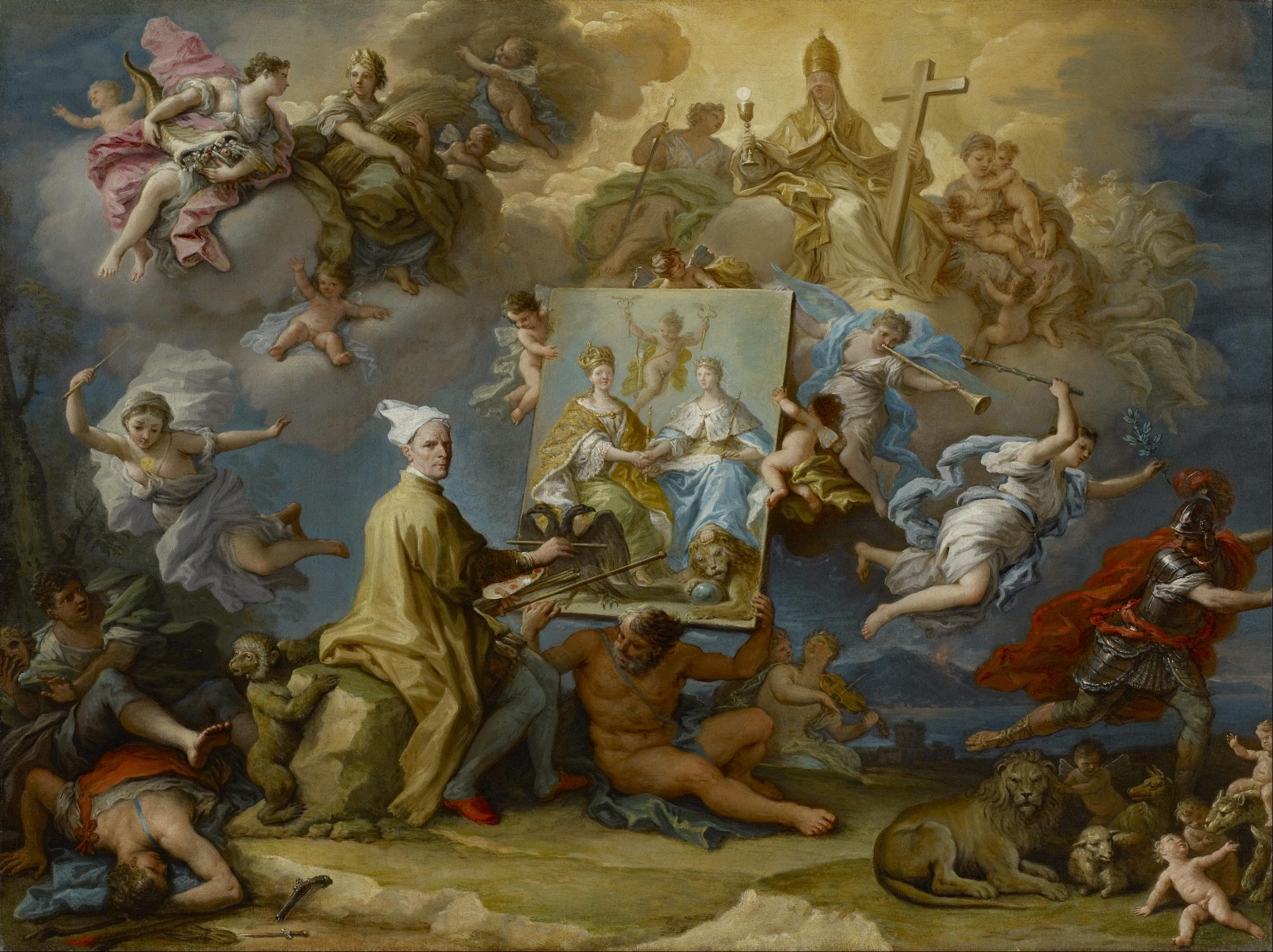
Аллегория итогов Утрехтского мира. Между 1714 и 1728. Холст, масло. Музей изящных искусств, Хьюстон, Техас, США
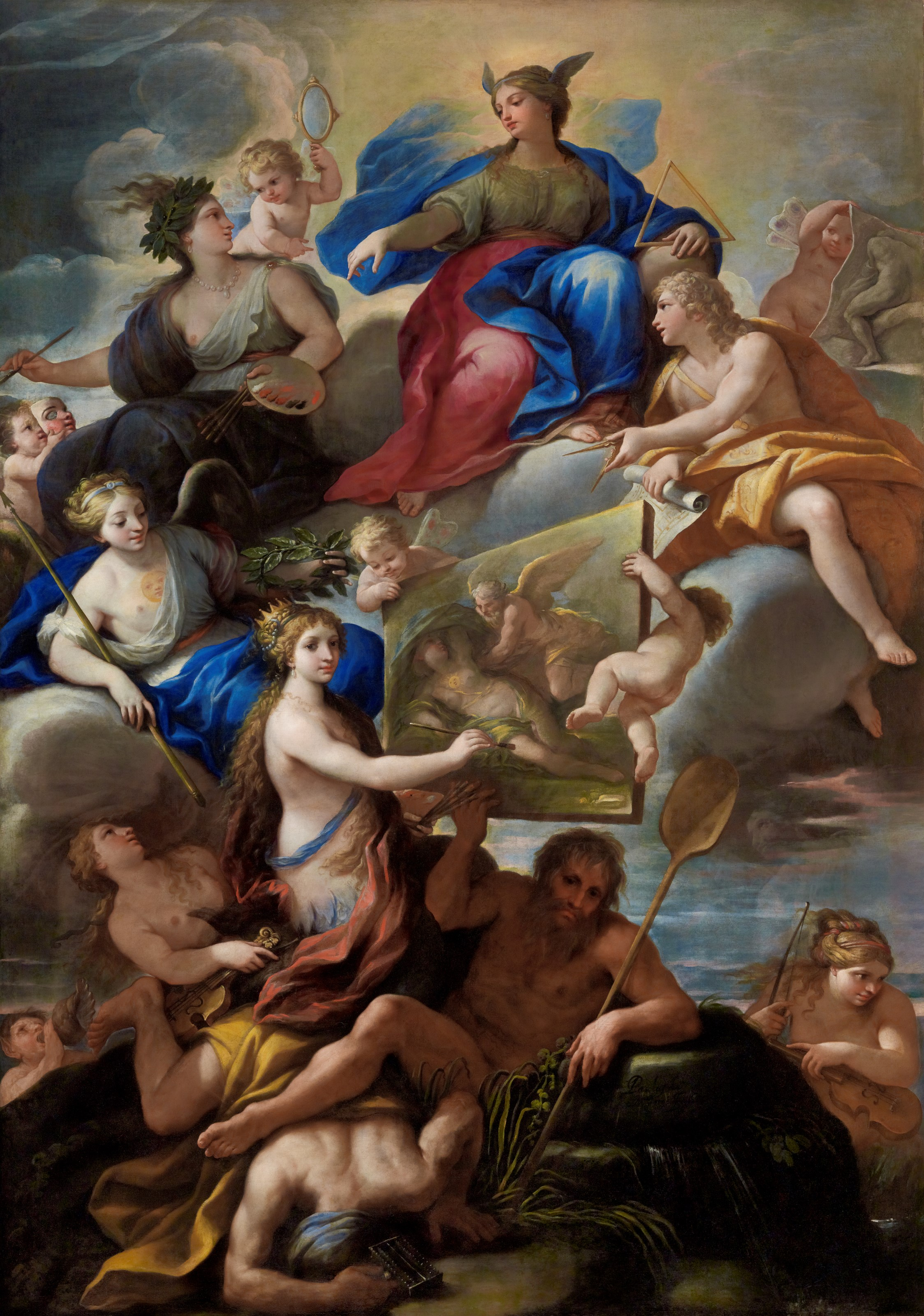
Аллегория Знания и Искусств в Неаполе. 1700-е. Холст, масло. Музей изящных искусств, Хьюстон, Техас, США
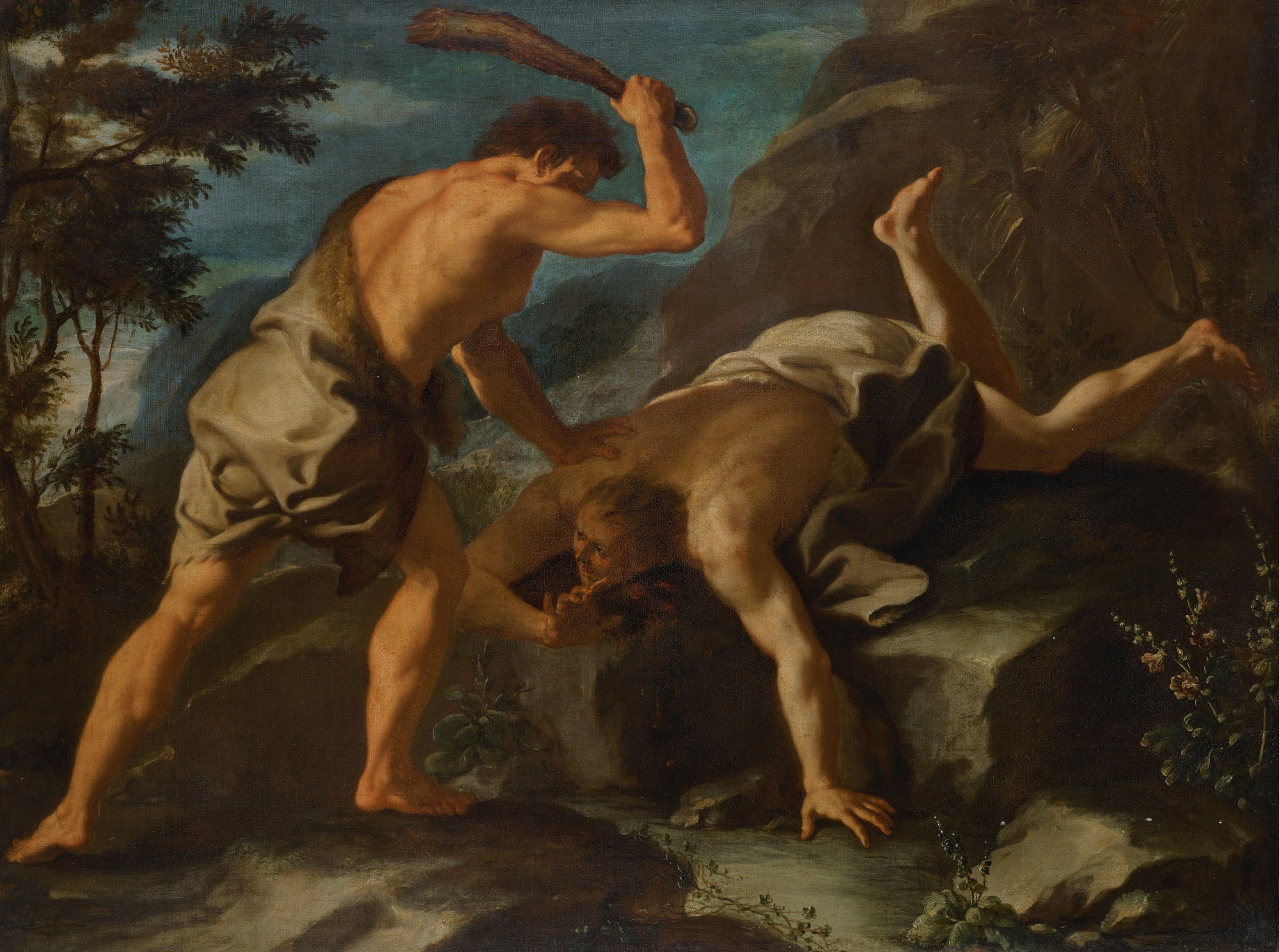
Каин и Авель. 1690. Холст, масло. Частное собрание